# Jakub Murrey
Jakub Murrey (wł. James Murray ur. XVI w., zm. XVII w.) – szkocki imigrant, budowniczy okrętów, kontradmirał w bitwie pod Oliwą w służbie króla Zygmunta III Wazy.
Do Polski przybył prawdopodobnie w końcu XVI w. z falą szkockich imigrantów. Od roku 1601 przebywał w otoczeniu Zygmunta III Wazy. Z rachunków królewskich wiadomo, że od 1609 pracował przy budowie okrętów. W 1621 król zlecił mu budowę i wyposażenie pierwszego okrętu swojej floty. W 1622 roku wodował pierwszy okręt wojenny Zygmunta III – dwumasztową pinkę „Żółty Lew”. W lipcu 1623 omawiał z królem sprawę budowy dalszych 10 okrętów.
Do 1627 roku flota królewska wzrosła do 10 okrętów wybudowanych, zakupionych bądź zdobytych w tym czasie. Był wówczas dowódcą kompanii piechoty oraz otrzymał nominację na dowódcę jednego z dwu największych galeonów floty „Króla Dawida”.
28 listopada 1628 został kontradmirałem polskiej floty i w tym stopniu, jako dowódca „Króla Dawida”, wziął udział w zwycięskiej bitwie z flotą szwedzką na redzie Gdańska, zwanej Bitwą pod Oliwą. Po bitwie, prawdopodobnie na skutek oskarżeń części dowódców floty o zaniechanie ścigania uciekających okrętów szwedzkich, przestał być dowódcą okrętu. Jego dalsze losy nie są znane. Przypuszcza się, że osiadł w Poznaniu, gdzie na liście obywateli z 1649 roku figuruje niejaki Jacobus Mora.
Jako kapitan Mora jest bohaterem cyklu powieści marynistycznych Jerzego Bohdana Rychlińskiego, jest też jednym z bohaterów książki Galeony Wojny Jacka Komudy.